# Копролалија
Копролалија (од грч. κόπρος + λαλεῖν) је поремећај мишљења односно говора, код кога особа, најчешће против своје воље, псује или говори простачким речником. Појављује се у поремећајима личности, схизофренији, опсесивно-компулсивном поремећају, Туретовом синдрому. 